# 昌黎県
昌黎県（しょうれい-けん）は中華人民共和国河北省秦皇島市に位置する県。

## 地理
昌黎県は東は撫寧区、西は唐山市灤州市と接する。京哈鉄路が通っている。南部は名勝の黄金海岸があり、避暑地である。「唐宋八大家」のひとり韓愈の故郷（郡望）とされ、韓昌黎（昌黎先生）の呼称がある。

## 歴史
遼朝により設置された広寧県を前身とする。1189年（大定29年）、金朝により昌黎県と改称された。元初の1270年（至元7年）に撫寧県に編入されたが、1275年（至元12年）に再設置され現在に至る。

## 行政区画
- 鎮:昌黎鎮、靖安鎮、安山鎮、竜家店鎮、泥井鎮、大蒲河鎮、新集鎮、劉台荘鎮、茹荷鎮、朱各荘鎮、荒佃荘鎮
- 郷:団林郷、葛条港郷、馬坨店郷、両山郷、十里鋪郷